# Borophagus diversidens
Borophagus diversidens — вимерлий вид роду Borophagus підродини Borophaginae, групи псових, ендемічних для Північної Америки (США й Мексика) з епохи пізнього міоцену до епохи пліоцену 4.9—1.8 млн років тому.

## Огляд
Borophagus diversidens був названий Коупом у 1892 році. Члени його підродини, Borophaginae, широко відомі як собаки, що «трошать кістки» або «гієноподібні». Хоча він і не був наймасовішим борофагіном за розміром або вагою, він мав більш високорозвинену здатність хрускіти кістками, ніж попередні, більші роди, такі як Epicyon, що, здається, є еволюційною тенденцією групи (Turner, 2004). В епоху пліоцену Borophagus почали витіснятися Canis, такими як Canis edwardii, а пізніше Canis dirus. Ранні види Borophagus до недавнього часу відносили до роду Osteoborus, але зараз ці роди вважаються синонімами.